# Dalet
De dalet is de vierde letter uit het Hebreeuws alfabet. De dalet komt qua klank overeen met de letter d, zoals de eerste letter van de Hebreeuwse naam David: דוד. (N.B. Hebreeuws wordt van rechts naar links geschreven.)
De letters van het Hebreeuws alfabet worden ook gebruikt voor Hebreeuwse cijfers. De dalet is de Hebreeuwse vier.
א · ב · ג · ד · ה · ו · ז · ח · ט · י · כ · (ך) · ל · מ · (ם) · נ · (ן) · ס · ע · פ · (ף) · צ · (ץ) · ק · ר · ש · ת 

alef · beet · gimel · dalet · hee · waw · zajien · chet · tet · jod · kaf · -sofiet · lamed · mem · -sofiet · noen · -sofiet · samech · ajien · pee · -sofiet · tsaddie · -sofiet · koef · reesj · sjien · tav